# Alexander Bertino Rodmann
Alexander „Bertino“ Rodmann (* 1958 in Frankfurt am Main) ist ein deutscher (Jazz-)Gitarrist, Musiker, Komponist und Autor.

## Leben und Wirken
Bertino Rodmann wurde in Frankfurt am Main geboren. Er begann 1973 autodidaktisch mit dem Gitarrenspiel, zunächst mit E-Gitarre. Später folgten akustische Gitarre und andere Instrumente wie Schlagzeug und Keyboard sowie Gesang, ebenfalls autodidaktisch. Von 2000 bis 2002 Gesangsausbildung bei Amy Leverenz. Er unterrichtet seit den frühen 1980er-Jahren mit Unterbrechungen als Gitarrenlehrer in verschiedenen Stilen. Rodmann begann früh, in Bands zu spielen. 1975 war er Gitarrist in seiner ersten Formation Loch Ness und spielte danach in zahlreichen anderen Bands. Kurzzeitig war er auch als Schlagzeuger tätig.
Von 1977 bis 1979 war Rodmann Gitarrist und Sänger der Band Strassenjungs, mit der er das Debüt-Album Dauerlutscher für CBS Records aufnahm und unter anderem im Vorprogramm von The Clash durch Europa tourte. 1980 wechselte er als Gitarrist zur Deutschrock-Band Octopus mit denen er tourte aber keine Aufnahmen machte. Von 1981 bis 1985 war er als Bandleader der Alex Rodmann Group tätig. Dort hatte er erste Begegnungen mit Jazz, Gypsy-Jazz und Swing sowie der Musik von Django Reinhardt und dem Quintette du Hot Club de France. Nach dem Tod des Bassisten Billy Bilek brach die Band auseinander.
Zwischen 1985 und 1988 arbeitete Rodmann als DJ unter anderem im Sachs-Keller in Frankfurt und als Gitarrist bei diversen Studio-Produktionen. Von 1992 bis 1996 absolvierte er verschiedene Praktika als Tontechniker und arbeitete dann in diesem Beruf im „Listen Up!“-Tonstudio in Offenbach. In dieser Zeit produzierte er als Toningenieur unter anderem ein Album der Band Area Disaster.
Um 1998 gründet er sein eigenes kleines Projektonstudio unter dem Namen Soundtemple-Productions, komponiert, produziert und mischt selbst viele kleinere CD- und Film-Produktionen. So bringt Rodmann u. a. 4 CDs unter dem Synonym El Party X („Songs from Outa Space“, „You got me going“, „We are going all the way“, „Desperate Dreams“) im Eigenvertrieb heraus.
Ab 1997 bis 1998/99 durchläuft er eine Ausbildung zum Multimedia-Designer lernt dabei (Programmierung, Audio- und Video-Schnitt, sowie Grafik-Design) an der renommierten DTP-Akademie (Rhein-Main). Anschließend ist er mit seiner eigenen Multimedia-Firma „digitalwelten -new media service-“ selbstständig tätig, bis die Firma 2010 von ihm geschlossen wird.
Ab 2000 Rückkehr zur akustischen Gitarre und der Liebe zum Gypsy-Jazz. Nimmt 2007, 2009 und 2010 an Masterclasses und Workshops bekannter Gypsy-Jazz-Gitarristen wie Romane Manetti, Stochelo Rosenberg und Angelo DeBarre teil um den Stil selbst noch besser zu erlernen.
2005 gründet er seine erste eigene Jazz-Formation „Coeur du Bois“ (franz. „Herz des Holzes“), benannt nach dem Song Coeur de Bois (franz. „Herz aus Holz“) des bekannten französischen Gitarristen Angelo DeBarre, und spielt seither mit dieser in wechselnden Besetzungen. Der Stil bewegt sich von klassischem Gypsy-Jazz á la Django Reinhardt über Bossa Nova/Latin-Jazz bis hin zu moderneren Bebop-Songs. Bekannte Musiker der Jazz- und Gypsy-Jazz-Szene spielen hier sporadisch immer wieder mit, so u. a. John Defferary (Klarinette), Jonas Lohse (Bass), Matthias Hampel (Gitarre), Thore Benz (Bass), Serge Donkerslot (Klarinette), Titi Bamberger (Gitarre), Dario Napoli (Gitarre), Christoph König (Violine), Robin Nolan (Git.), Lulo Reinhardt (Git.), Mike und Taylor Reinhardt (Git.) uvm.
2011 veröffentlicht Bertino Rodmann sein erstes Gitarrenlehrbuch (in Deutsch) mit dem Titel „Gypsyjazz-Guitar - a Tribute to Gypsy-Jazz“ beim renommierten Alfred Musik Publishing Verlag in Köln. Im Jahr 2013 folgt dann die englische Version des Buches im internationalen Vertrieb von Alfred Music Publishing. Seit 2008 gibt Bertino Rodmann in unregelmäßigen Abständen selbst Workshops/Unterricht für Gypsy-Jazz-Gitarre.
Spielt seit 2010 viele Konzerte an der Seite international bekannter Gypsy-Jazz-Gitarristen wie zum Beispiel: Fapy Lafertin, Lulo Reinhardt (dt. Großneffe von Django Reinhardt), Jordan Weiss (einem Cousin von Häns’che Weiss) oder Robin Nolan und ist in der Gypsyjazz-Szene als Musiker mittlerweile angesehen.
2013 gründet er zusammen mit Lulo Reinhardt das „Lulo Reinhardt & Bertino Rodmann Quartett“ und spielt damit seither div. Auftritte. Jazz, Latin-Jazz und Swing mit Eigenkompositionen beider Gitarristen stehen auf dem Programm. Die Zusammenarbeit dauert an.
2016 nimmt er Teil beim internationalen Musikprojekt „bridges - Musik verbindet“ teil, welches Flüchtlings-Musiker mit deutschen Musikern zusammen bringt und so eine komplett neue musikalische Initiative und neue Wege der Kommunikation eröffnet. Großer Auftritt mit Orchester im Sendesaal des Hessischen Rundfunks am 19. April 2016.
2019 wird zusammen mit anderen Musikern die neue Formation „Swing Heaven“ gegründet, die mit eigenen Arrangements und Covers, Songs aus den 1930er bis 1960er Jahren von Django Reinhardt, Billie Holiday sowie Eigenkompositionen nach dem Motto Gypsy-Jazz meets Blues auftritt.
2021 geht Bertino Rodmann allein ins Studio und nimmt für sein Soloprogramm sein erstes Jazz-Album mit dem Titel "Bertino - just guitar -" mit zehn Coverversionen bekannter Jazztitel (Instrumental und Gesang) auf. Mit dem Soloprogramm gleichen Titels tritt Bertino Live auf.
2022 nimmt Bertino zusammen bekannten Jazz-Künstlern ein neues Album "Rêve de Samois" mit 10 seiner Eigenkompositionen im Studio auf. Begleitet wird er dabei von Lulo Reinhardt (Git.), Fapy Lafertin (Git.), Bobeye Reinhardt (Bass), Winfried Schuld (Acc., Piano) und Christoph König (Viol.).

## Lehrbücher
- Bertino Rodmann: Gypsyjazz Guitar Volume 1: A Tribute to Gypsyjazz - Einführung in den Stil des Jazzmanouche. Alfred Music Publishing, Köln 2011, ISBN 978-3-933136-86-2.
- Bertino Rodmann: Gypsyjazz Guitar Volume 1: A Tribute to Gypsyjazz - Introduction into the style of Jazz-Manouche. Alfred Music Publishing, Köln 2013, ISBN 978-3-943638-34-9.

## Diskografie
Alex Rodmann Group
- 1983: For the Sake of Old Times (Eigenvertrieb)
- 1984: For Sentimental Reasons (Eigenvertrieb)
- 1985: Live at Sochaux (Eigenvertrieb)
- 1985: Street Days & Gypsy Nights (Eigenvertrieb)

B.A.C.E.-Connection
- 1985: Friends in a Hassle (Eigenvertrieb)

Bertino Rodmann
- 2010: The Best of Bertino – Compilation (Jazz Manouche, Swing and more solo) (Eigenvertrieb)
- 2021: Bertino - Just Guitar (Eigenvertrieb)
- 2022: Bertino Rodmann – Rêve de Samois (Eigenvertrieb)

B_yond
"One-Man-Rock-Pop-Projekt" des Sängers und Gitarristen Alexander B. Rodmann bei dem auch weitere Gastmusiker mitwirkten
- 1980–84: First Steps – Maxi-CD, 4 Titel (Eigenvertrieb, ISRC  DE-CR4-83-0006)
- 1994: Pushin on the Line – Vocals, Guitar: Alex B. Rodmann, Bass: Mickey Hartmann, Drums: Benno Sattler, Alex B. Rodmann, Background-Vocals: Regina Rodmann. (Eigenvertrieb)
- 2002: For S. (in Memory) – Maxi-CD (Eigenvertrieb)
- 2003: You are My Sunshine – Maxi-CD, Remake eines Songs aus dem Jahr 1988 (Eigenvertrieb)
- 2005: C'mon all you People – Remake eines Titels aus dem Jahr 1982 (Eigenvertrieb)
- 2007: Where is the world? – Maxi-CD, Deutscher Rap feat. Pat Klipp, bekannte Jazz- und Soul-Sängerin (http://www.patklipp.com). (Eigenvertrieb, ISRC  DE-CR4-06-0096)

Coeur du Bois
Jazz Manouche, Swing and more
- 2009: See You in My Dreams  (Eigenvertrieb, ISRC  DE-CR4-82-0110)
- 2011: Coeur du Bois - Demo-CD (Alfred Music Publishing, 20157G)

Mit Ebo Shakoor
- 1995: Ebo Live – The Rythm of love – Rythm- und Sologuitars: Alexander B. Rodmann. EBO Productions 1995 291058[25]

EL Party X
Ambient/Trance/Chillout/Lounge-Projekt von Alexander B. Rodmann
- 1999: „Songs from Outa Space“ (Album, Eigenvertrieb, ISRC DE-CR4-99-0039)
- 2002: „We're going All the Way“ (Album, Eigenvertrieb, ISRC  DE-CR4-02-0043)
- 2003: „You Got me Going“ – (Album, Eigenvertrieb, ISRC  DE-CR4-03-0045)
- 2006: „Desperate Dreams“ – (Album, Eigenvertrieb, ISRC DE-CR4-04-0052)

Mit Erwin Kania
- 1983: Mitten in der Nacht – KANIA, Erwin Kania mit Alexander B. Rodmann. (Eigenvertrieb)
- 1985: Voice on the Radio – Acoustic Challenge, akustisches Gitarren-Duo, Erwin Kania (Ac.Git, Voc.), Alexander Rodmann (Ac./El.Git, Voc.), (Eigenvertrieb)

Soul Years
- 1999: So you really wanna dance tonight? – Soul Years, Maxi-CD mit 4 Soul/R&B-Songs von Alexander B. Rodmann und Don Ridgeway. Rap, HipHop, Soul, Funky. Besetzung: Pat Klipp (Bg.Voc), Pat „Aretha“ Wilson (Bg.Voc), Don Ridgeway (Voc., Bg.Voc.), Tyron B. Smith (Rap), Alexander B. Rodmann (Git, BG.Voc, Keyb.). (Eigenvertrieb, ISRC  DE-CR4-96-0023)

Scheftel Brothers
- 1985: Can't Give you Anything But Swing – Scheftel Brothers, 10 Swing-Titel von Django Reinhardt und des Trios. Fabian Lau (Solo-/RythmGit), Frank Neumann (Kontrabass, Rythmgit), Alexander B. Rodmann (Solo-/RythmGit). (Eigenvertrieb)

Strassenjungs
- 1978: Dauerlutscher (CBS Records)

### Filmmusik / Commercials
- 1994: Wonders of the RedSea – Musik für einen Imagefilm der Fa. Aquanaut Tauchschulen, Darmstadt.
- 1996: Commercials Non Stop Vol 24 – SONOTON Verlag, Sampler-CD mit 3 Kompositionen von Alexander Rodmann   (SONOTON Verlag)
- 2004: Bergbau im Harz – Musik für eine DVD-Produktion über Bergbau  (Heptagon Verlag, Berlin).